# SEASON1. HIDEOUT:REMEMBER WHO WE ARE
『SEASON1. HIDEOUT:REMEMBER WHO WE ARE』（シーズンワン ハイドアウト リメンバー フー ウィー アー）は、CRAVITYのデビューミニ・アルバム。2020年4月14日にSTARSHIPエンターテインメントからリリースされ、Kakao Mにて販売された。

## 概要
2020年4月14日、タイトル曲「Break all the Rules」のミュージック・ビデオを公開。同曲は「自らを閉じ込めた型とルールを破ろう」というメッセージが込められている。
6月17日、収録曲「Cloud9」のミュージック・ビデオを公開。
7月9日、YouTube、VLIVEを通じてエピローグフィルムを公開。

## チャート成績
ガオンアルバム週間チャート1位を獲得した。
売上枚数が、10万枚超えを記録し、2020年にデビューしたグループの中で最も高いアルバム販売量となり、HANTEOチャート上半期アルバムチャート新人部門1位となった。

## 収録曲
1. Top of the Chain [3:21]
  - 作詞：JQ、Kim Eung-ju、Park Ji-won
  - 作曲：Kim Chang Rak、Chris Wahle、Didrik Thott
  - 編曲：Wahle
2. Break all the Rules［3:28］
  - 作詞：Seo Ji-eum、Wutan
  - 作曲：Gionata Caracciolo、Val Del Prete、Sean Michael Alexander、Drew Ryan Scott、Willie Weeks
  - 編曲：Caracciolo、William Ernest Weeks、Willie Weeks
3. Jumper［3:12］
  - 作詞：Joohoney、9F
  - 作曲：Joohoney、9F
  - 編曲：Joohoney、9F
4. Blackout［3:20］
  - 作詞：danke (lalala studio)、Mok Ji-min、Wutan
  - 作曲：Naitumela Masaku
  - 編曲：Jungleboi
5. Stay［3:30］
  - 作詞：Lee Seu-ran
  - 作曲：Daniel Kim、Jeremy G (Future Sound)、Al Sweettenham
  - 編曲：Geek Boy
6. Cloud 9［3:21］
  - 作詞：Brother Su
  - 作曲：Sebastian Thott、Su
  - 編曲：Sebastian Thott
7. Star［3:49］
  - 作詞：War of Stars (Galactika *)
  - 作曲：War of Stars (Galactika *)、Athena (Galactika *)
  - 編曲：Team Galactika

合計時間：24:01